# Stadtsparkasse Versmold
Die Stadtsparkasse Versmold war eine Sparkasse in Nordrhein-Westfalen mit Sitz in Versmold. Sie fusionierte im Jahr 2022 mit der Sparkasse Gütersloh-Rietberg zur Sparkasse Gütersloh-Rietberg-Versmold.

## Geschäftsgebiet und Träger
Das Geschäftsgebiet der Stadtsparkasse Versmold umfasste die Stadt Versmold im Kreis Gütersloh, welche auch Trägerin der Sparkasse war.

## Geschäftszahlen
Die Stadtsparkasse Versmold wies im Geschäftsjahr 2021 eine Bilanzsumme von 378,47 Mio. Euro aus und verfügte über Kundeneinlagen von 260,34 Mio. Euro. Gemäß der Sparkassenrangliste 2021 lag sie nach Bilanzsumme auf Rang 364. Sie unterhielt 2 Filialen/Selbstbedienungsstandorte und beschäftigte 52 Mitarbeiter.

## Sparkassen-Finanzgruppe
Die Stadtsparkasse Versmold war Teil der Sparkassen-Finanzgruppe und gehörte damit auch ihrem Haftungsverbund an. Er sicherte den Bestand der Institute und sorgte dafür, dass sie auch im Fall der Insolvenz einzelner Sparkassen alle Verbindlichkeiten erfüllen können. Die Sparkasse vermittelte Bausparverträge der regionalen Landesbausparkasse, offene Investmentfonds der Deka und Versicherungen der Provinzial NordWest. Im Bereich des Leasing arbeitete die Stadtsparkasse Versmold mit der Deutschen Leasing zusammen. Die Funktion der Sparkassenzentralbank nahm die Landesbank Hessen-Thüringen wahr.